# فریاد

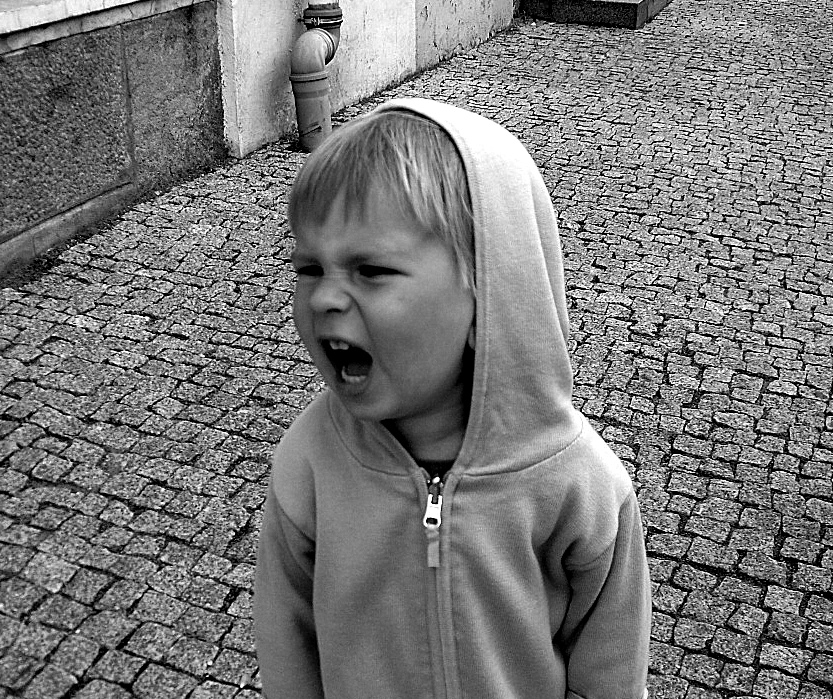
یک پسربچه درحال فریاد زدن

فریاد به صدای بلندی که در حنجره تولید می‌شود، گفته می‌شود.

## انگیزه
- ترس
- خوشحالی
- عصبانیت
- درد
- غافلگیری

## منبع
1. ↑  مشارکت‌کنندگان ویکی‌پدیا. «Screaming». در دانشنامهٔ ویکی‌پدیای انگلیسی.